# 백곡저수지
백곡저수지는 충청북도 진천군 진천읍 건송리에 있는 저수지이다. 1981년에 착공하여 1984년에 준공되었으며, 농어촌정비법에 의한 농업기반시설로 관리되고 있다. 시설관리자는 한국농어촌공사이다.

백곡저수지는 동양에서 유일하게 사이폰식 저수지였으나, 1981년 저수지 확장 축조공사를 시행함에 따라 게이트식으로 변경되었다. 충청북도내 저수지중 담수량이 가장 많은 저수지이다. 저수지 제당 밑으로 역사테마공원이 자리잡고 있어 편안한 휴식처를 제공하고 있으며, 상류로 이어지는 34번 도로는 저수지 주변으로 펼쳐지는 화려한 경관과 오르막, 커브길이 적절히 조화되어 있어 드라이브의 묘미를 즐길 수  있다.

## 저수지 규모
- 유역면적 : 8,479ha
- 저수량 : 21,504천m3
- 관개면적 : 2,613.5ha

## 시설 제원
- 제방 : 흙댐 (필댐), 길이  410m, 높이 27m
- 물넘이 : 게이트식, 길이 43m, 높이 7m